# NGC 1478
NGC 1478 è una lontana galassia lenticolare situata nella costellazione dell'Eridano, a una distanza di circa 475 milioni di anni luce dalla nostra Via Lattea.

## Scoperta
La galassia è stata scoperta nel 1886 dall'astronomo statunitense Ormond Stone.